# Grande Boucherie
Pour les articles homonymes, voir Boucherie (homonymie).
La Grande Boucherie (Groot Vleeshuis en néerlandais) est un marché médiéval couvert de style gothique situé au centre de la ville de Gand, dans la province de Flandre-Orientale en Belgique.

## Localisation
La Grande Boucherie est située entre le marché aux Légumes (Groentenmarkt) et la Lys (affluent de l'Escaut), entre le château des comtes de Flandre et le quai aux Herbes (Graslei), au bord duquel se dressent de nombreuses maisons anciennes, parmi lesquelles la maison romane de Gand, la maison De Beerie, la  Maison Den Enghel, la Maison du Tonlieu, la Maison des Mesureurs de grains et la Maison des Francs-Bateliers.
Sa façade occidentale borde la Lys sur plusieurs dizaines de mètres.

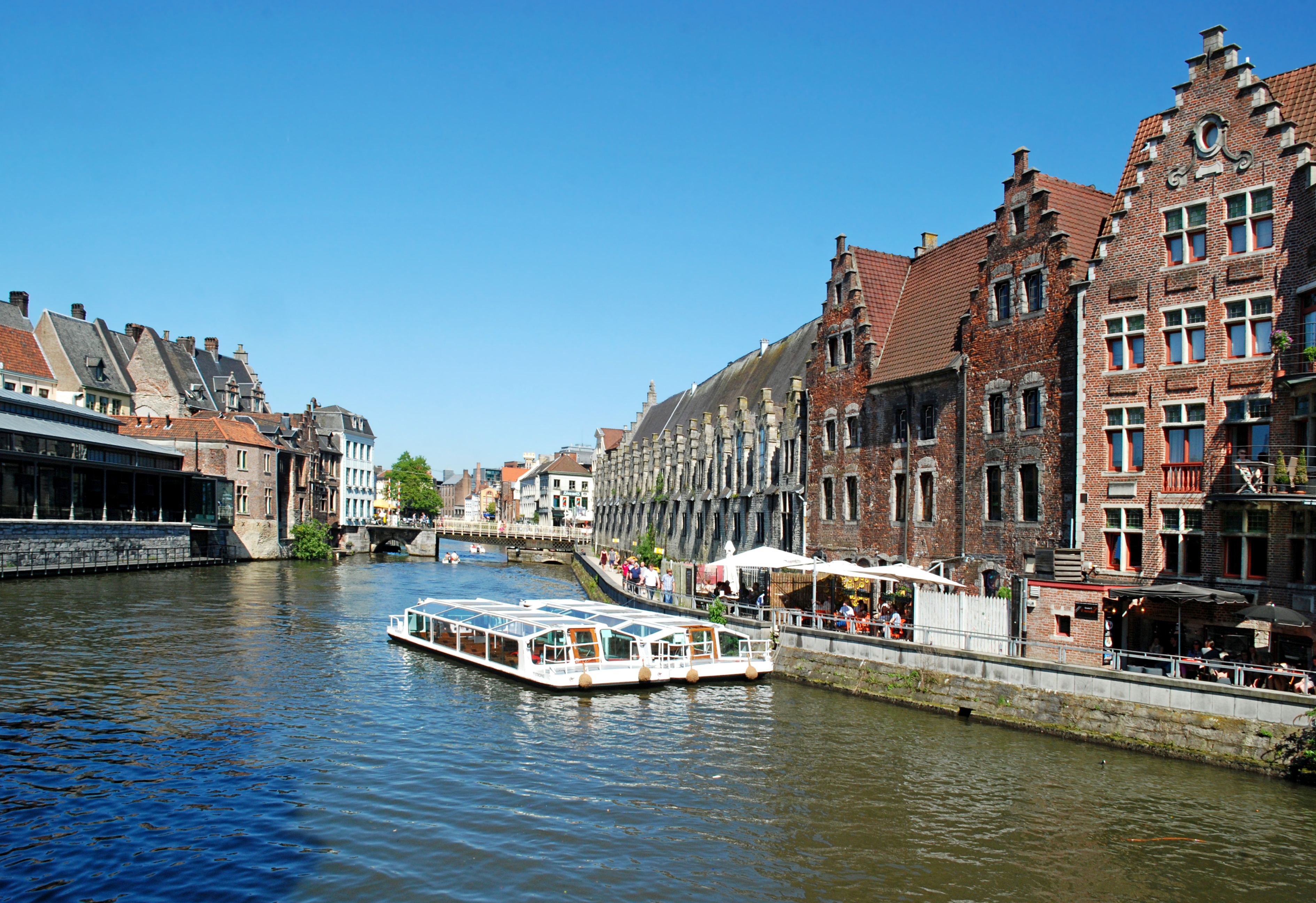
La Lys à hauteur de la Grande Boucherie.

## Historique
Une halle aux viandes construite en bois se dresse à cet endroit depuis le milieu du XIIIe siècle.
La halle en pierre qui la remplace est érigée de 1407 à1419 par Gillis De Suttere, architecte de la Ville de Gand.
En 1449, une chapelle consacrée à saint Hubert et une sacristie sont construites dans la halle.
Des agrandissements ultérieurs sont effectués au milieu du XVIe siècle. Le complexe est ensuite modifié plusieurs fois, et la situation actuelle date de la restauration menée en 1912 sous la direction de E. Van Hamme.
La Grande Boucherie est utilisée comme halle aux viandes jusqu'en 1884. Elle abrite aujourd'hui le centre de promotion des produits régionaux de Flandre-Orientale.

## Statut patrimonial
La Grande Boucherie est classée comme monument historique depuis le 2 septembre 1943 et figure à l'inventaire du patrimoine immobilier de la Région flamande sous la référence 24834.

## Architecture

### Façade nord

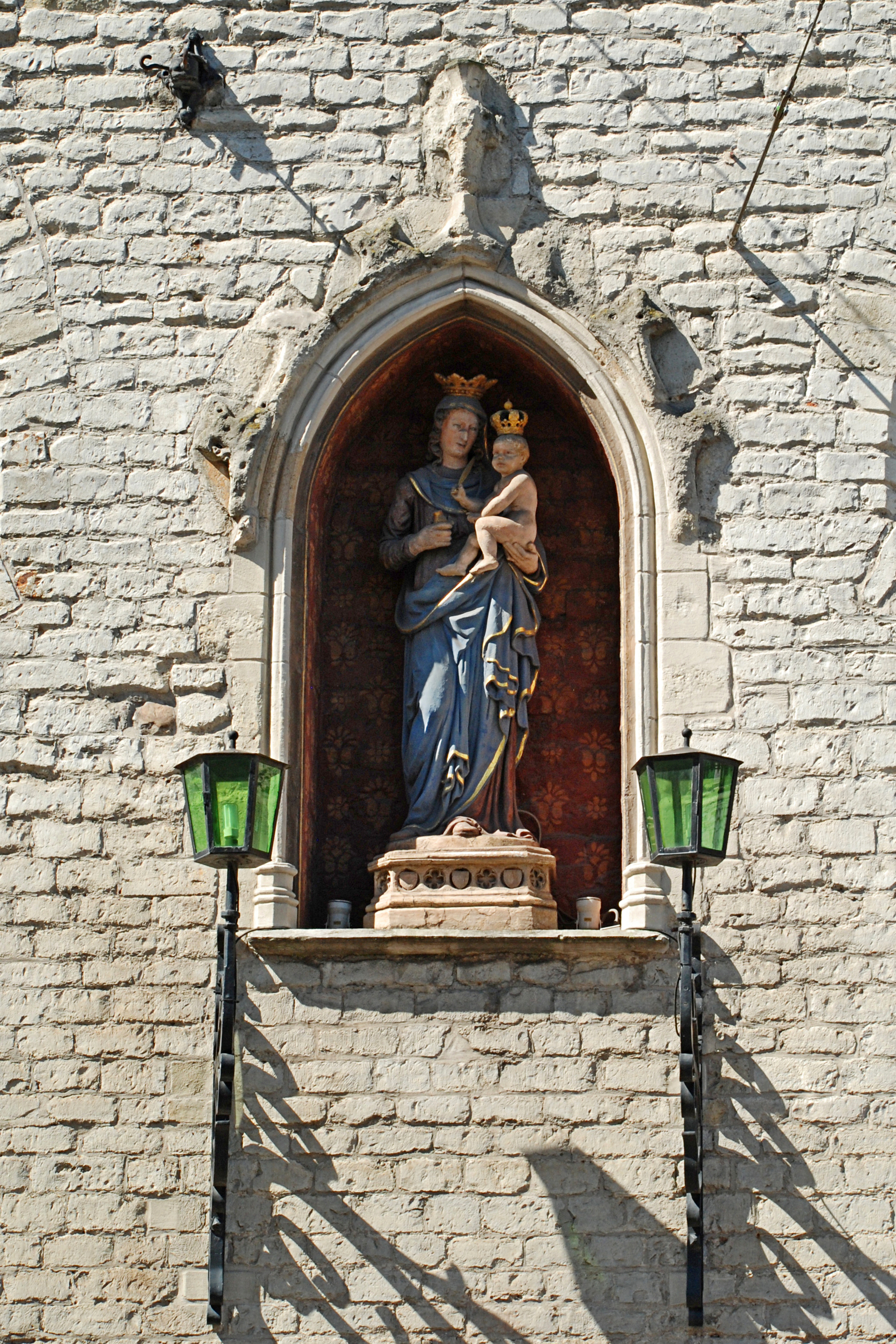
« La Vierge à l'encrier ».

Au nord, le long de la rue du Petit marché au poisson (Kleine Vismarkt), la Grande Boucherie présente une façade de deux travées avec un pignon à redents sommé d'un lion. Ce lion se dressait jadis sur la place du Marché aux légumes (Groentenmarkt) et a été placé au sommet du pignon au XIXe siècle.
Cette façade est percée de deux portes à arc en anse de panier et de deux grands oculi triangulaires.
Renforcée par des ancres de façade, elle abrite en son centre une niche ogivale sommée d'un fleuron gothique, qui abrite une statue de la Vierge à l'Enfant appelée « La Vierge à l'encrier » (Onze-Lieve-Vrouw met de inktpot). Bien que cette Vierge soit déjà mentionnée à l'époque de la construction au début du XVe siècle, la statue actuelle date du XVIIe siècle.

La façade nord
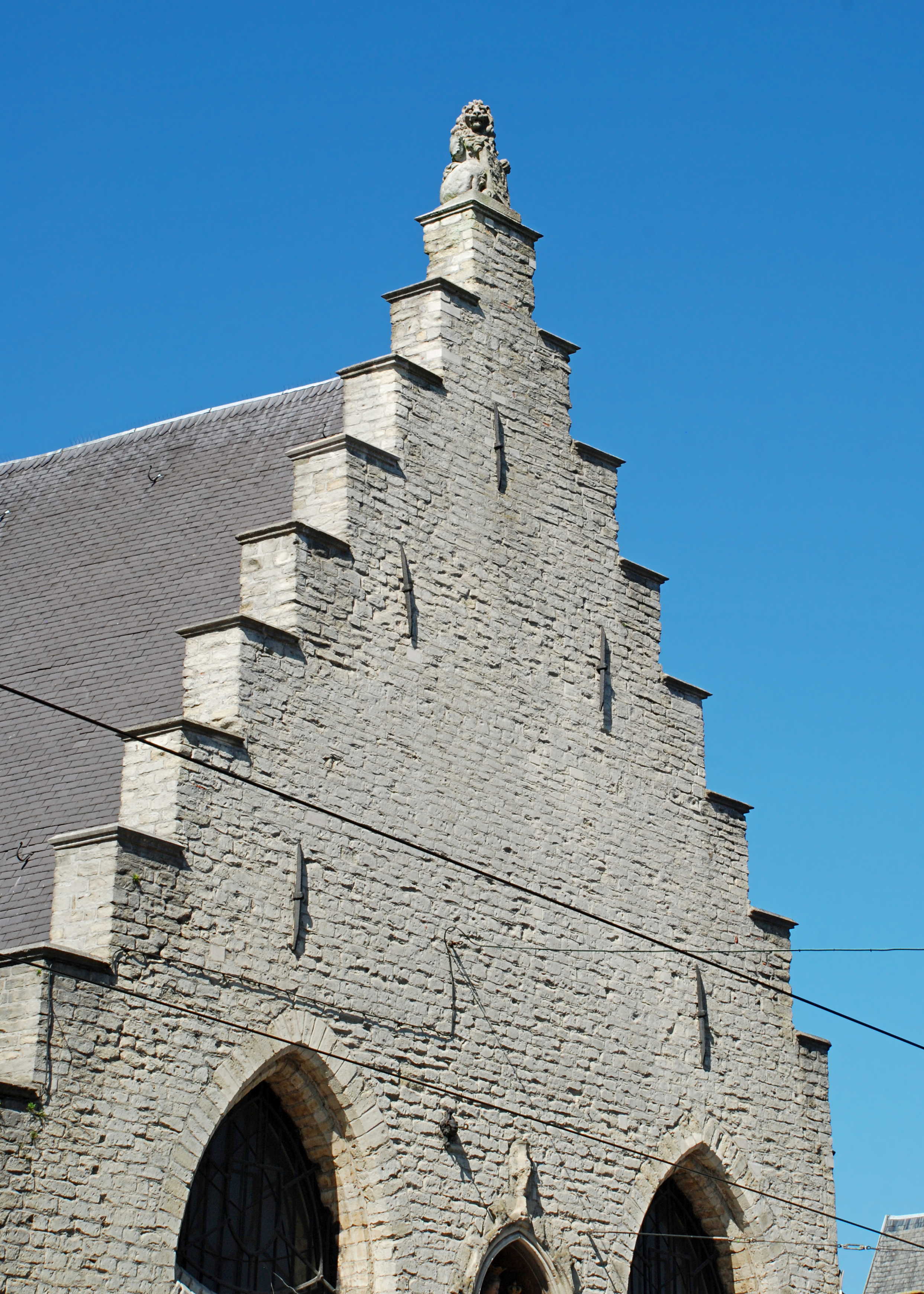
Le pignon à redents.
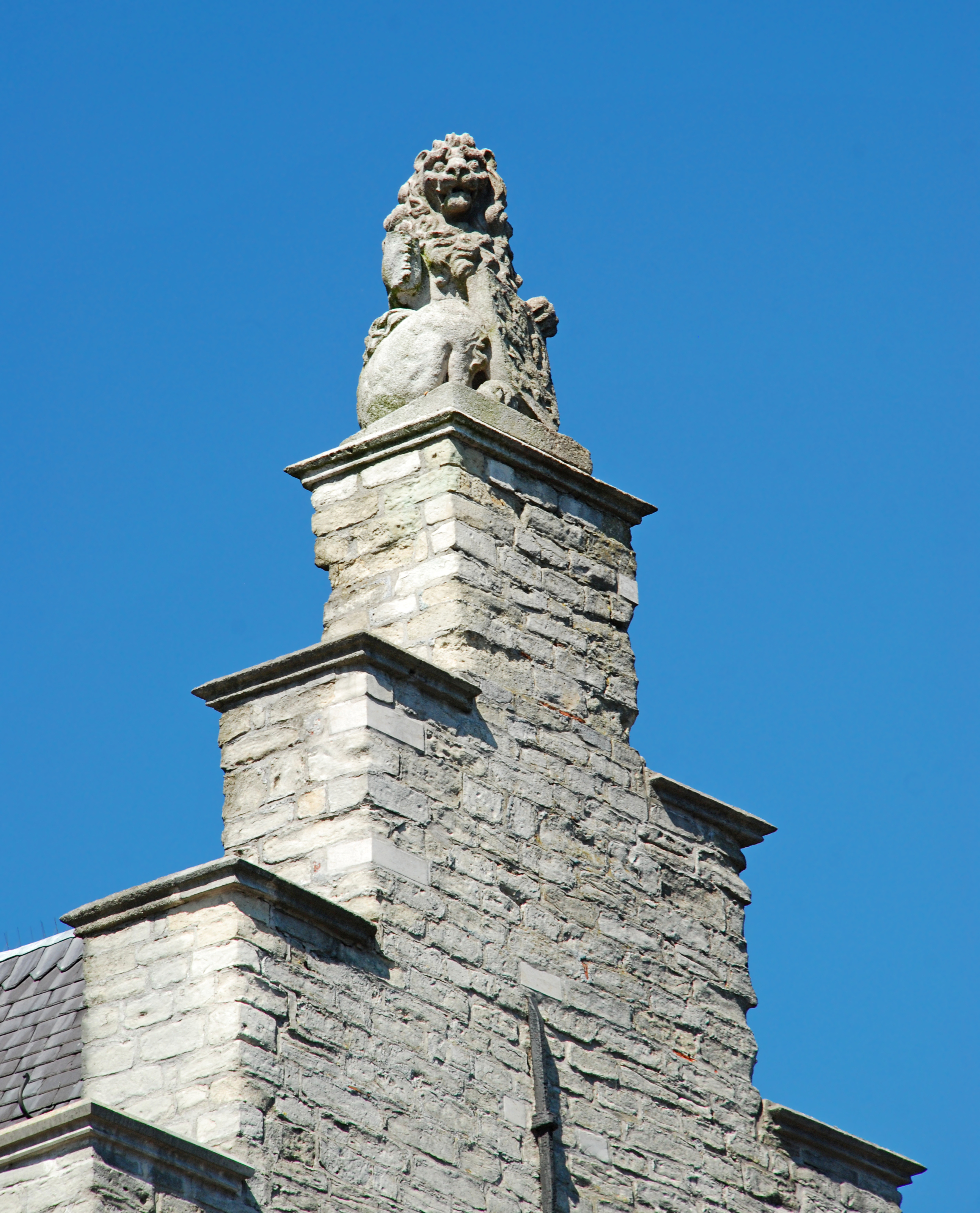
Le lion qui couronne le pignon.
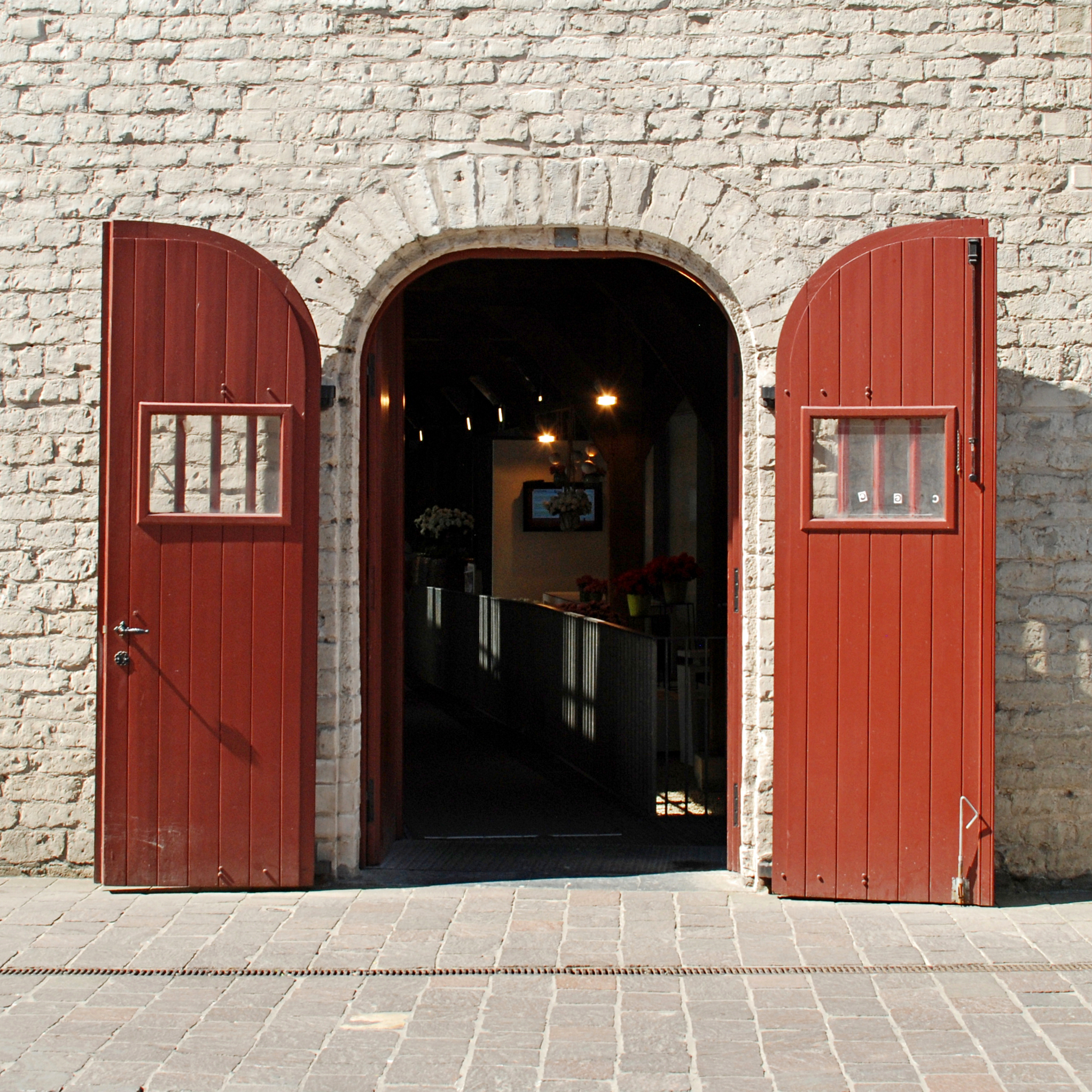
Porte en anse de panier.
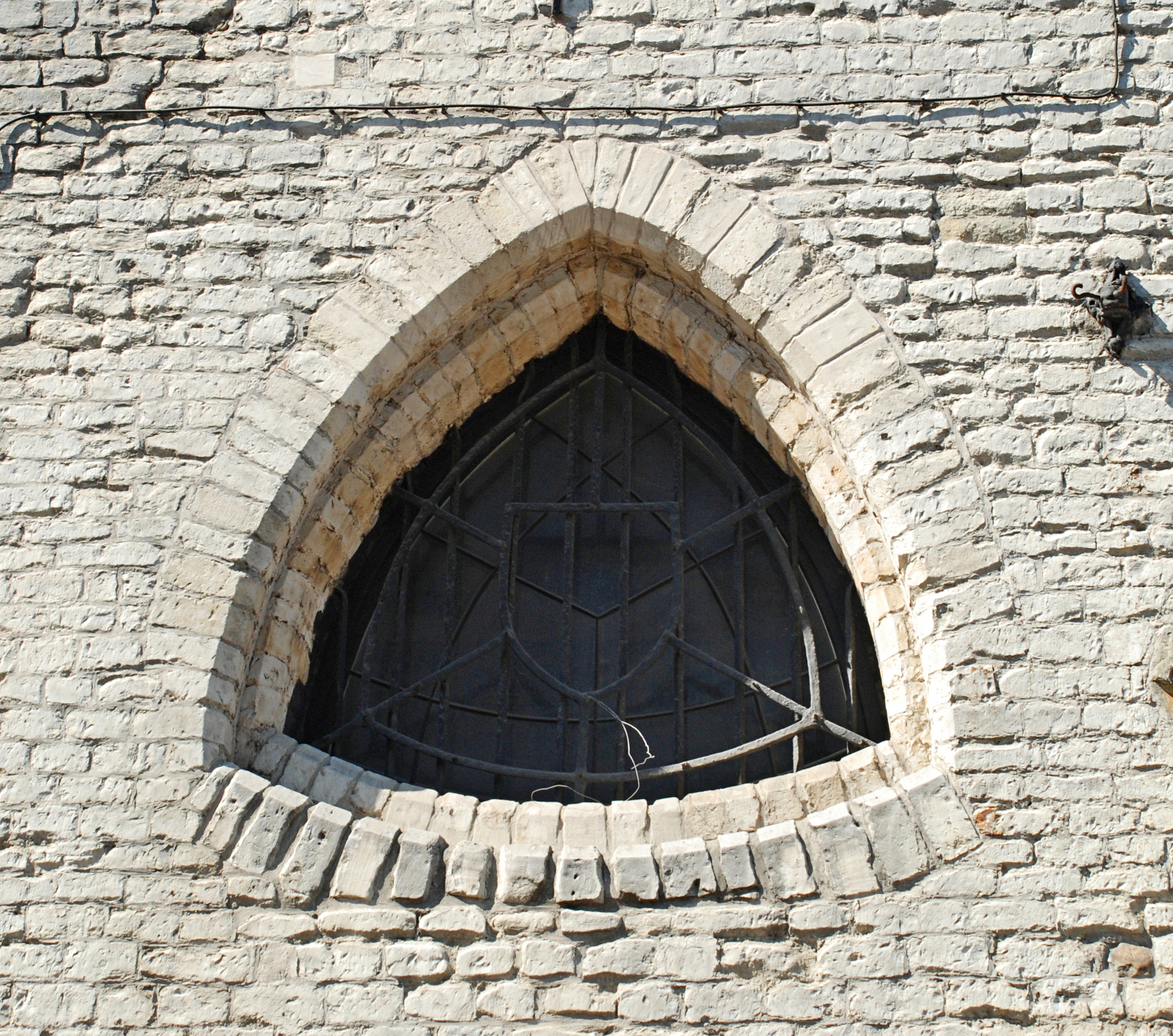
Un oculus triangulaire.

### Façade orientale

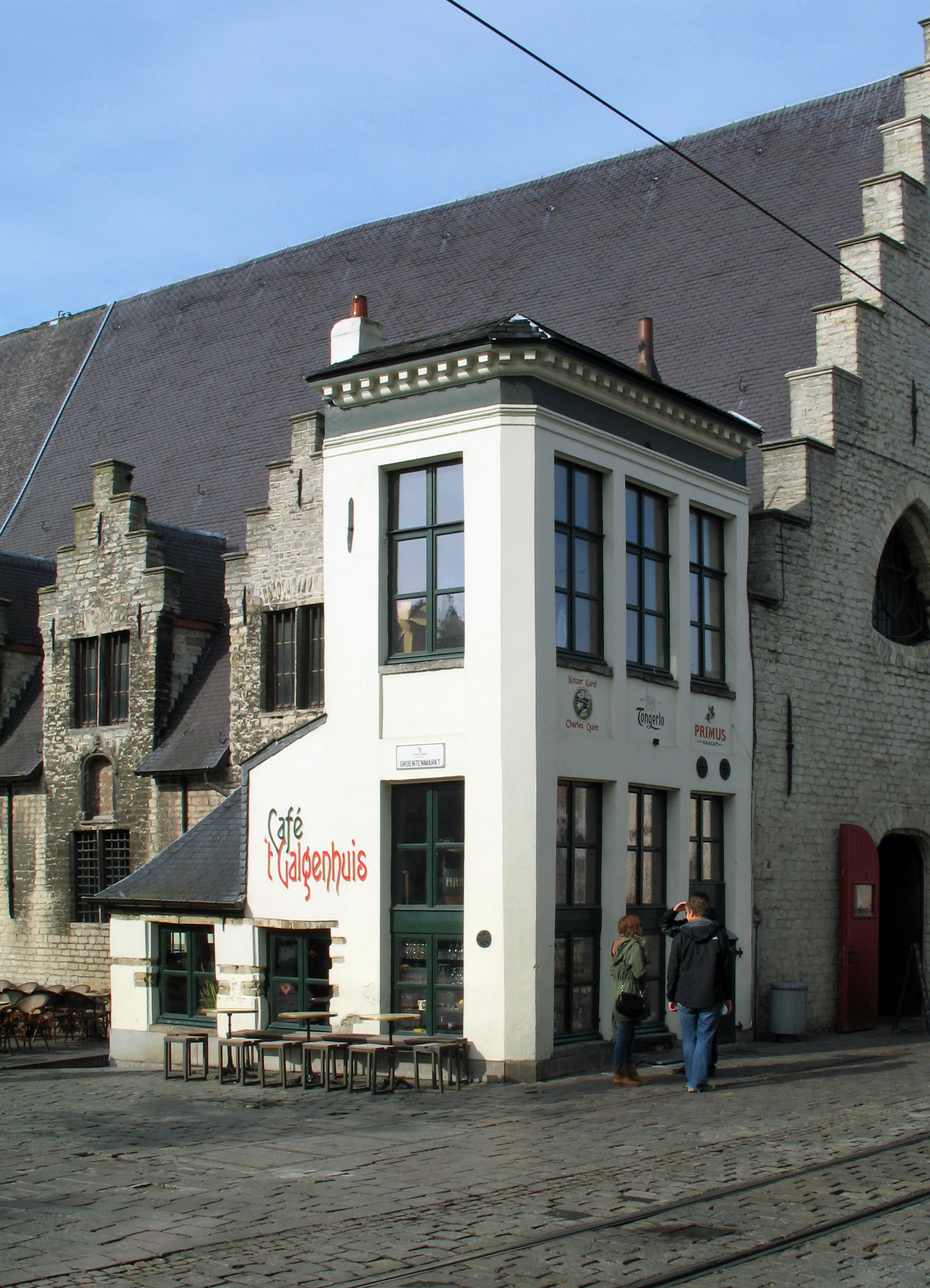
Café t Galgenhuis.

La façade orientale est disposée le long de la place du Marché aux légumes (Groentenmarkt) et de la rue du Marché au boudin (Pensmarkt).
Elle compte seize travées, dont la première est cachée par le petit café appelé 't Galgenhuis, qui occupe le coin et existait déjà au Moyen Âge,.
Chaque travée possède une grande lucarne passante (lucarne qui coupe la corniche et monte plus haut que celle-ci) en pierre, surmontée de gradins et percée d'une fenêtre rectangulaire à meneau de pierre et à barreaux.
La sixième travée intègre une large porte surmontée d'un arc en anse de panier.

La façade orientale
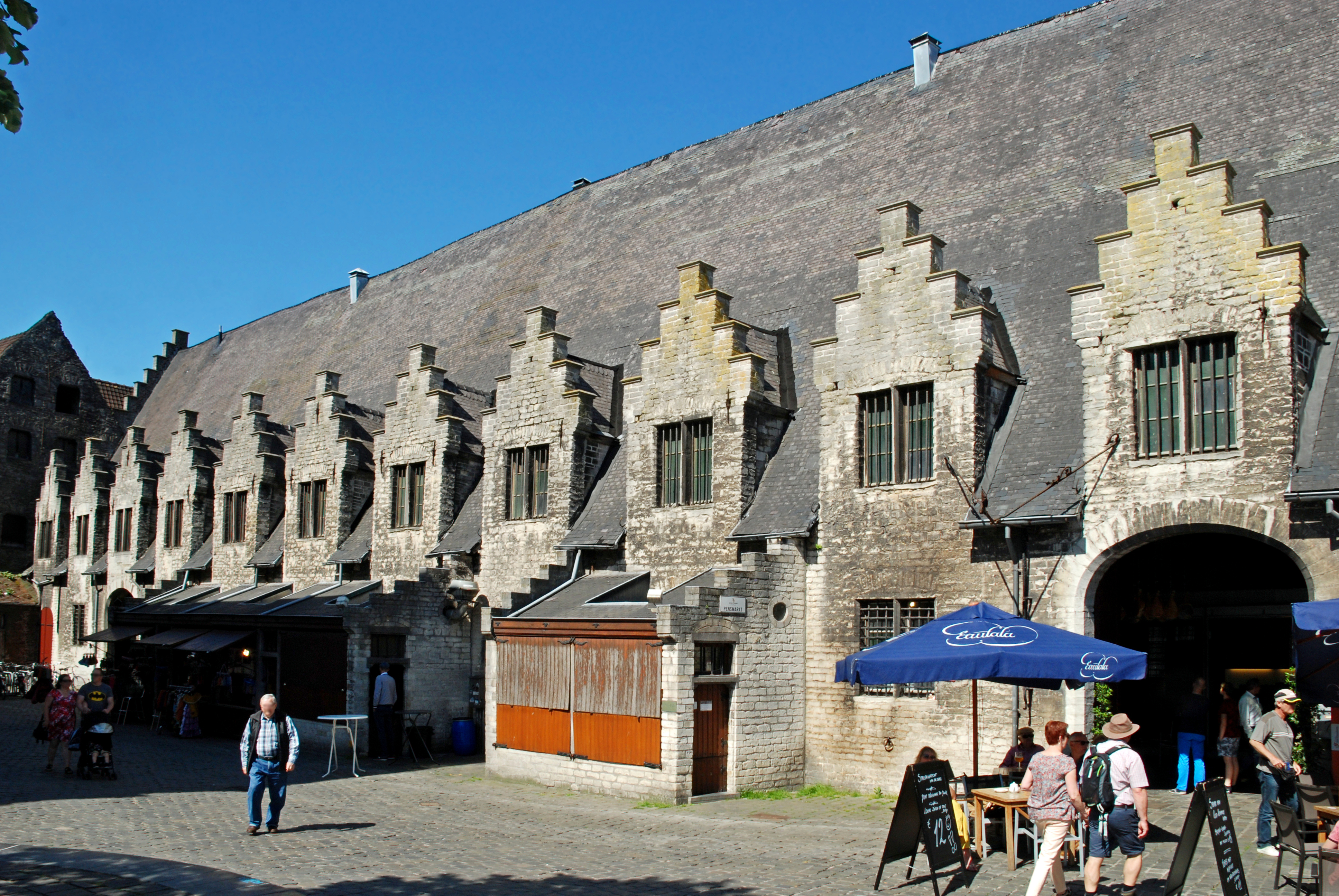
La façade orientale.
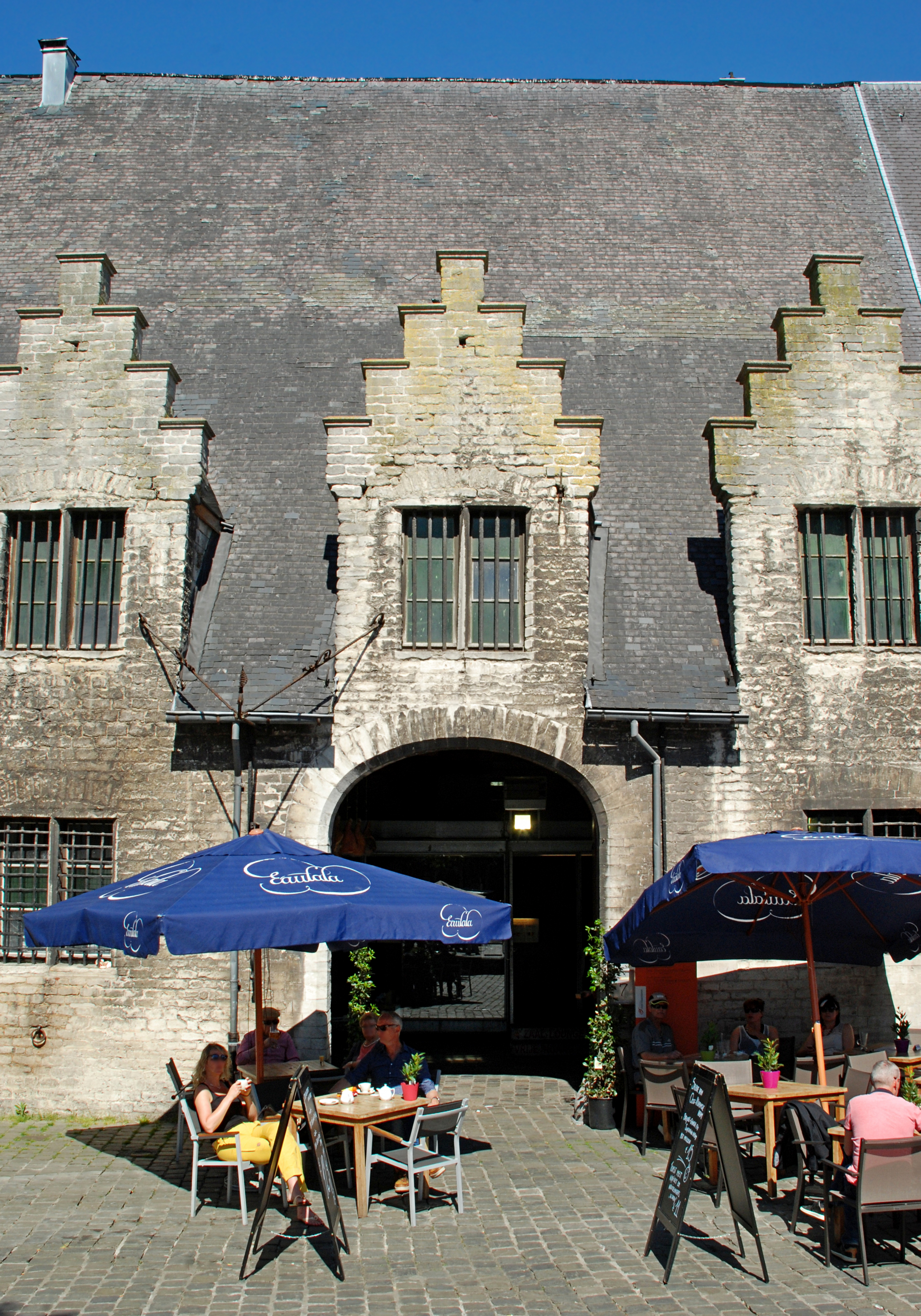
La travée d'entrée.
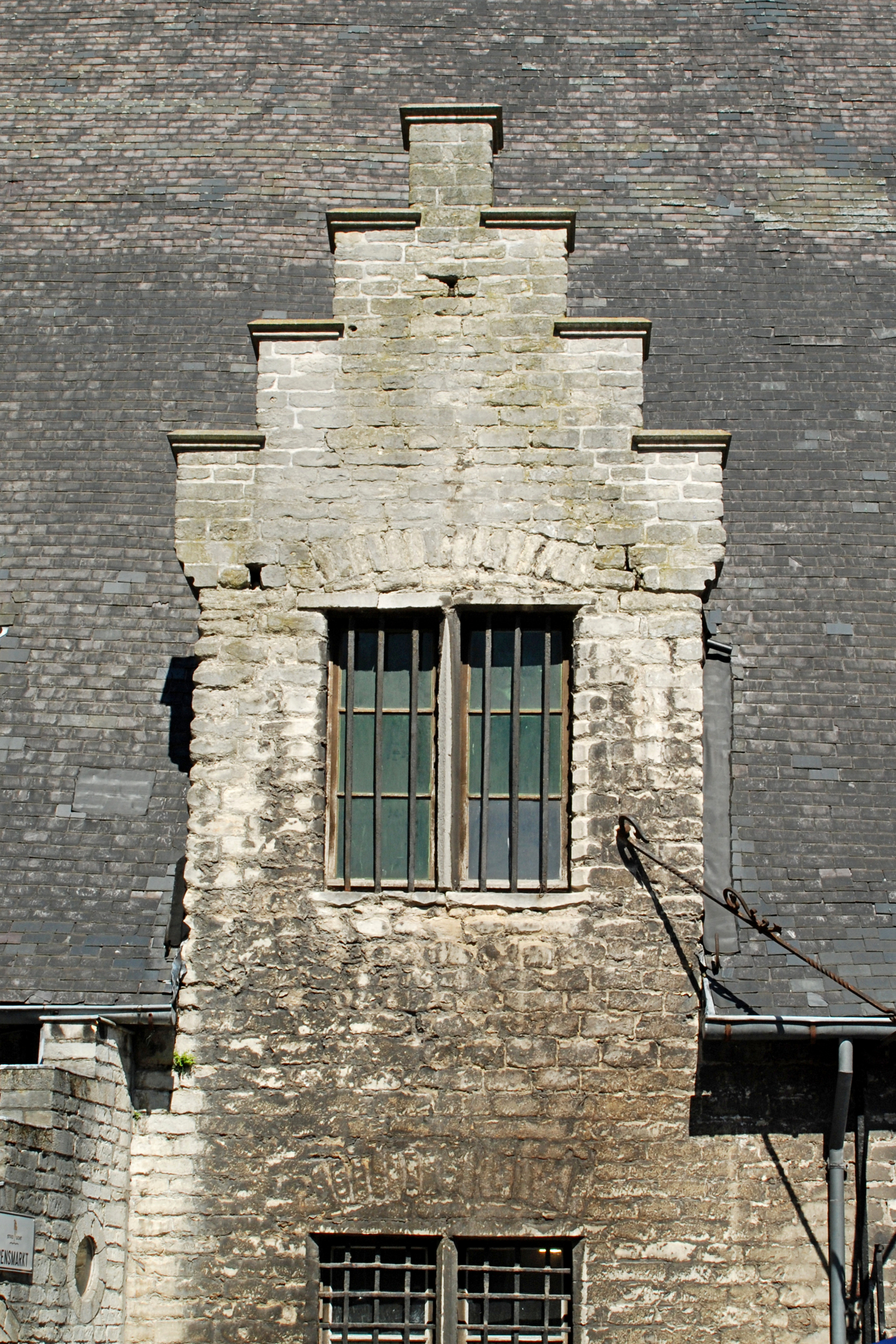
Lucarne à pignon à redents.
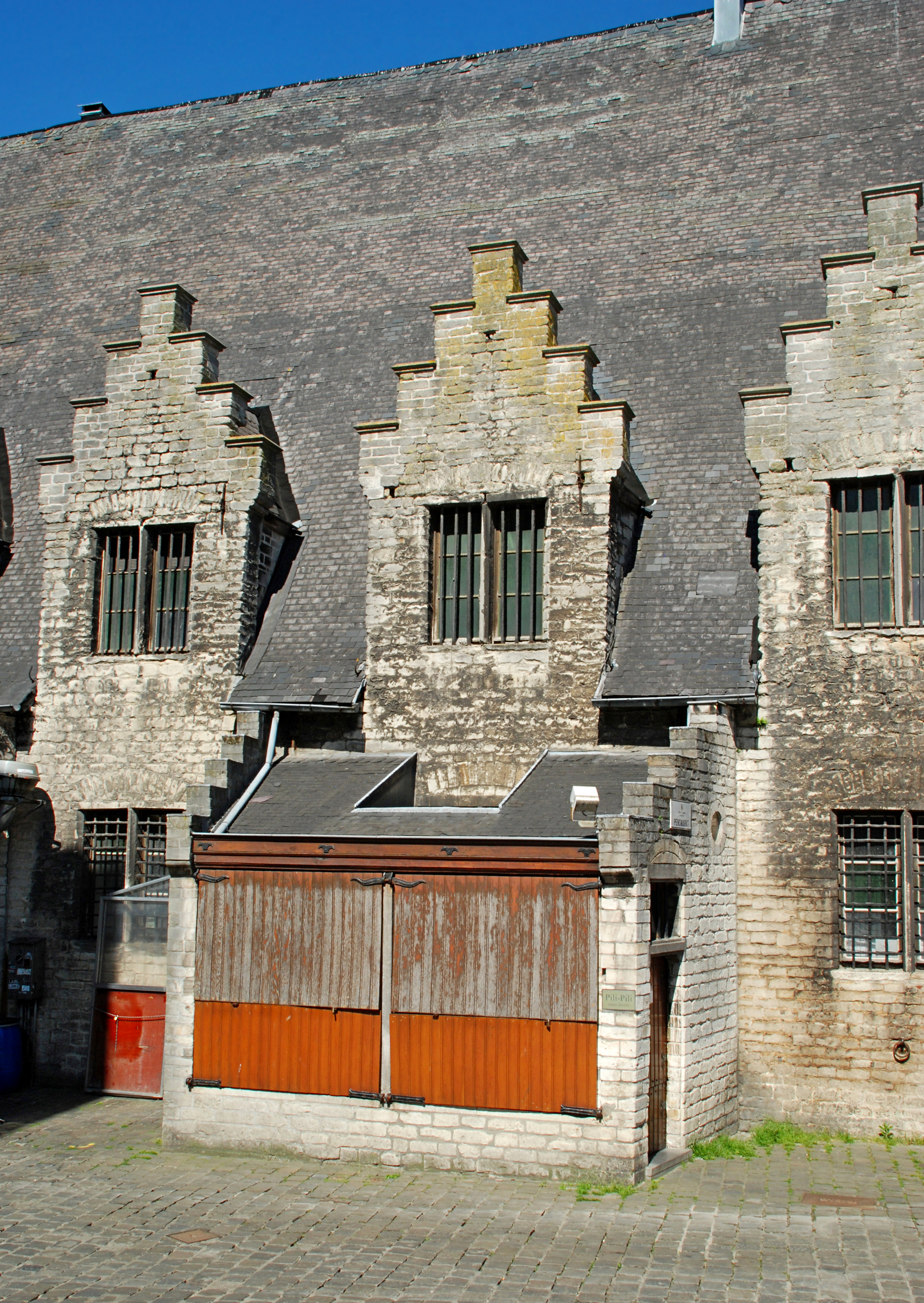
Détail de la façade.

### Façade occidentale

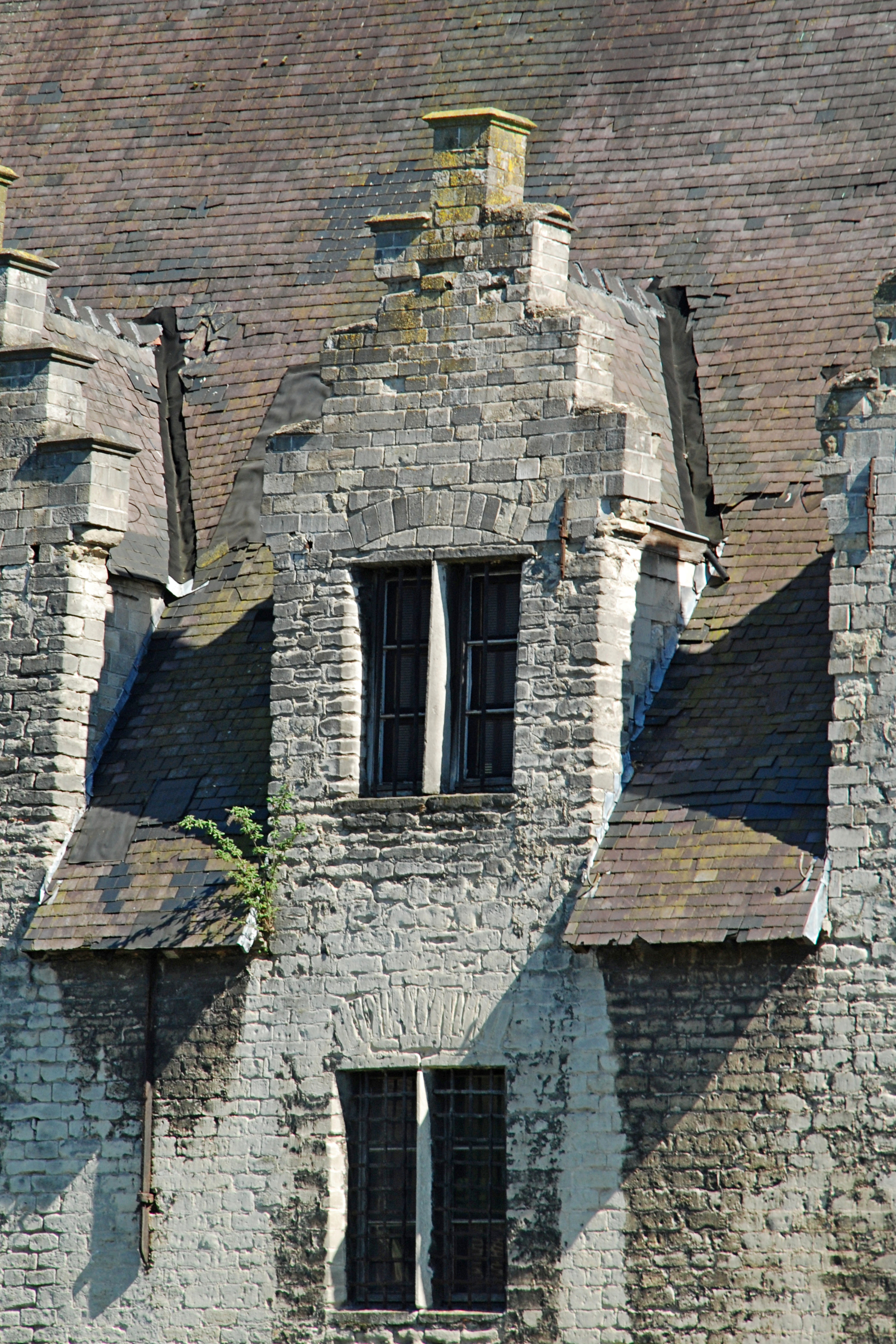
Lucarne à pignon à redents de la façade occidentale.

La façade occidentale longe la Lys dont elle est séparée par un chemin appelé Vleeshuistragel (quai de la Halle aux viandes).
Elle comporte seize travées ornées de lucarnes à pignon à gradins percées de fenêtres rectangulaires à meneau de pierre et à barreaux, sauf trois travées méridionales où était située la chapelle (la troisième, la quatrième et la cinquième travée en comptant depuis l'extrémité sud) qui sont percées de baies de style ogival.

La façade occidentale
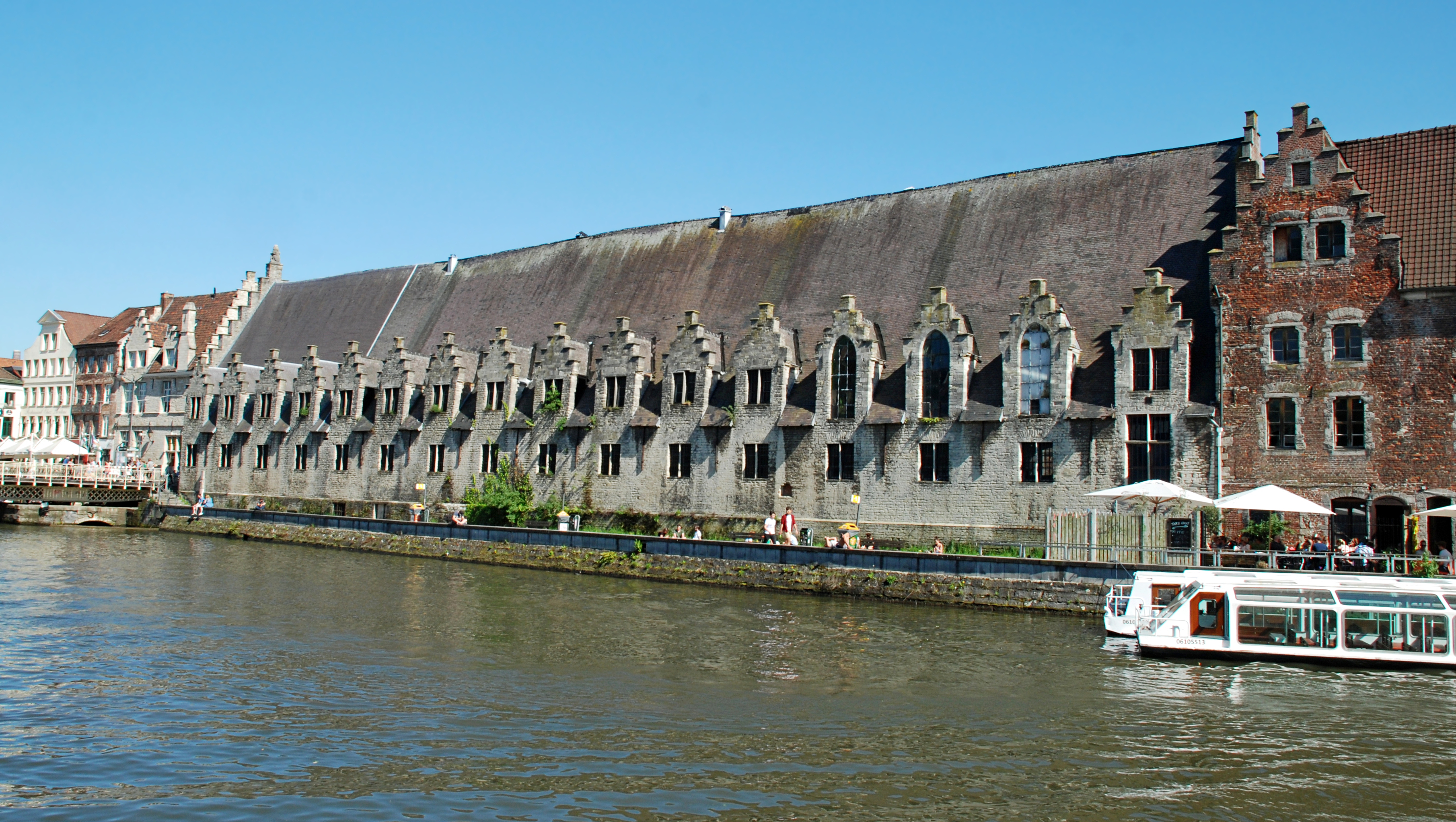
La façade occidentale le long de la Lys.
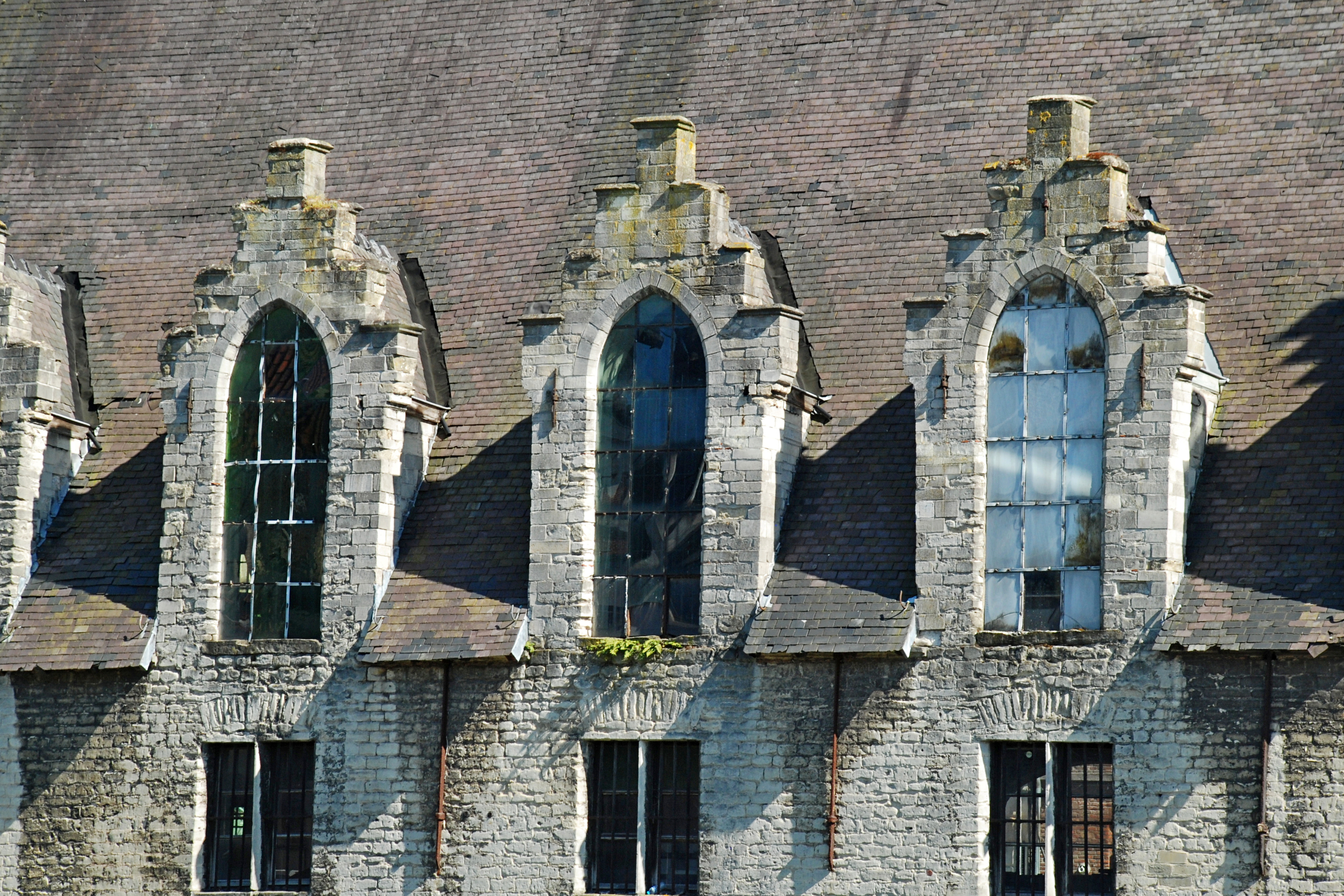
Les trois lucarnes à baie ogivale de l'ancienne chapelle.

### Intérieur

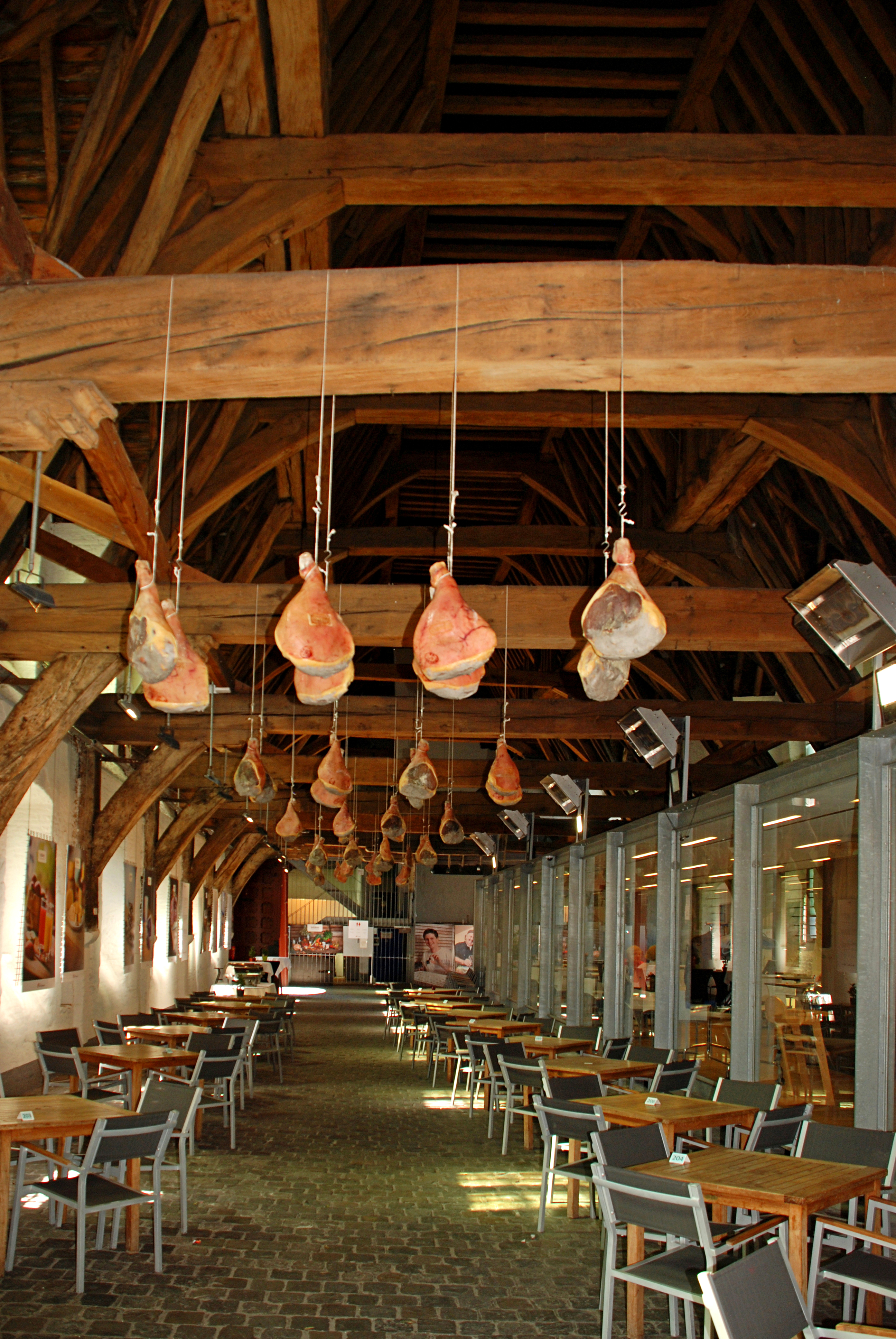
Les jambons suspendus.

L'intérieur de la Grande Boucherie abrite des tables et une salle couverte pour accueillir les touristes.
Elle présente une impressionnante charpente de poutres de chêne auxquels de gros jambons sont suspendus.

L'intérieur
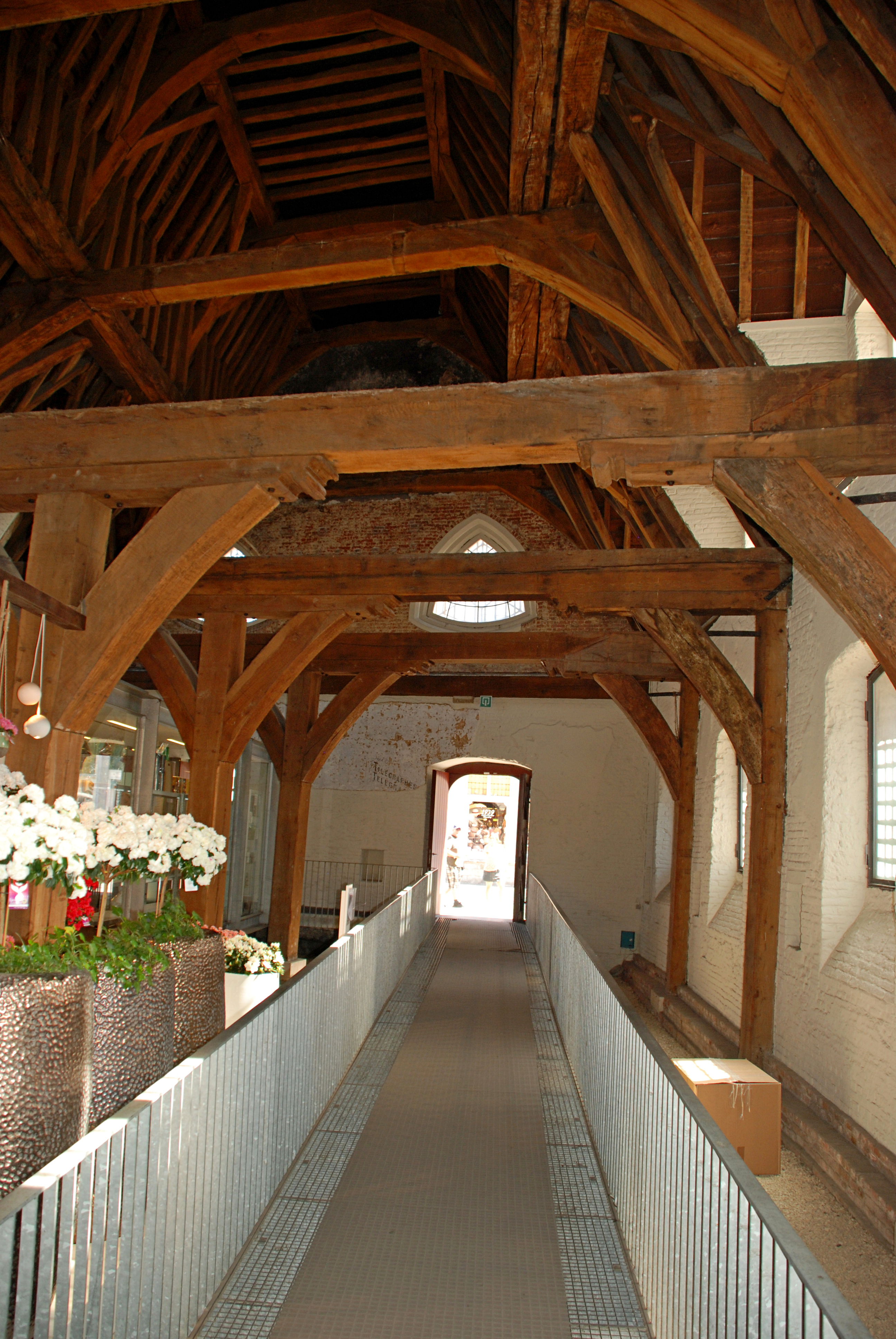
La partie nord.
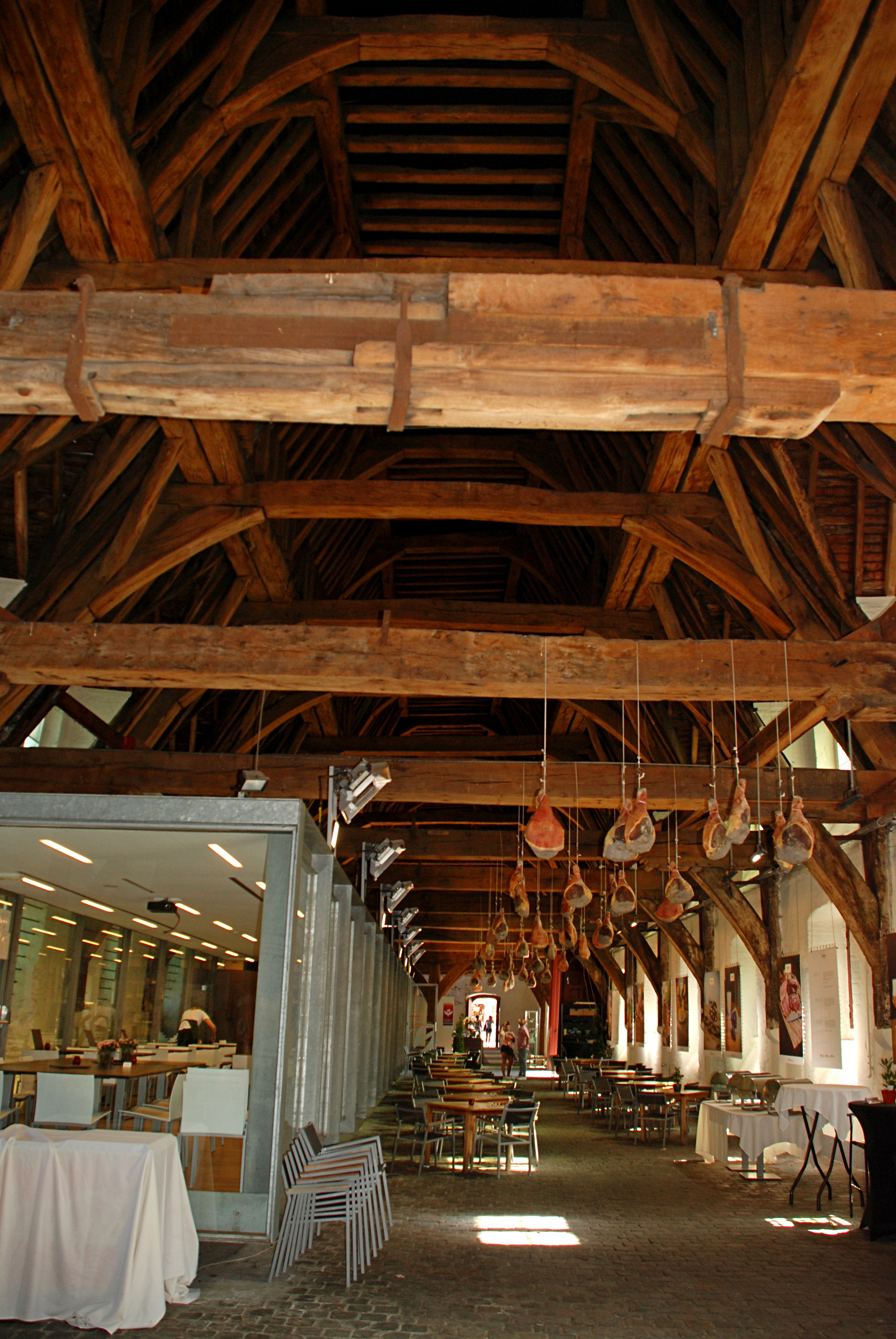
L'intérieur.
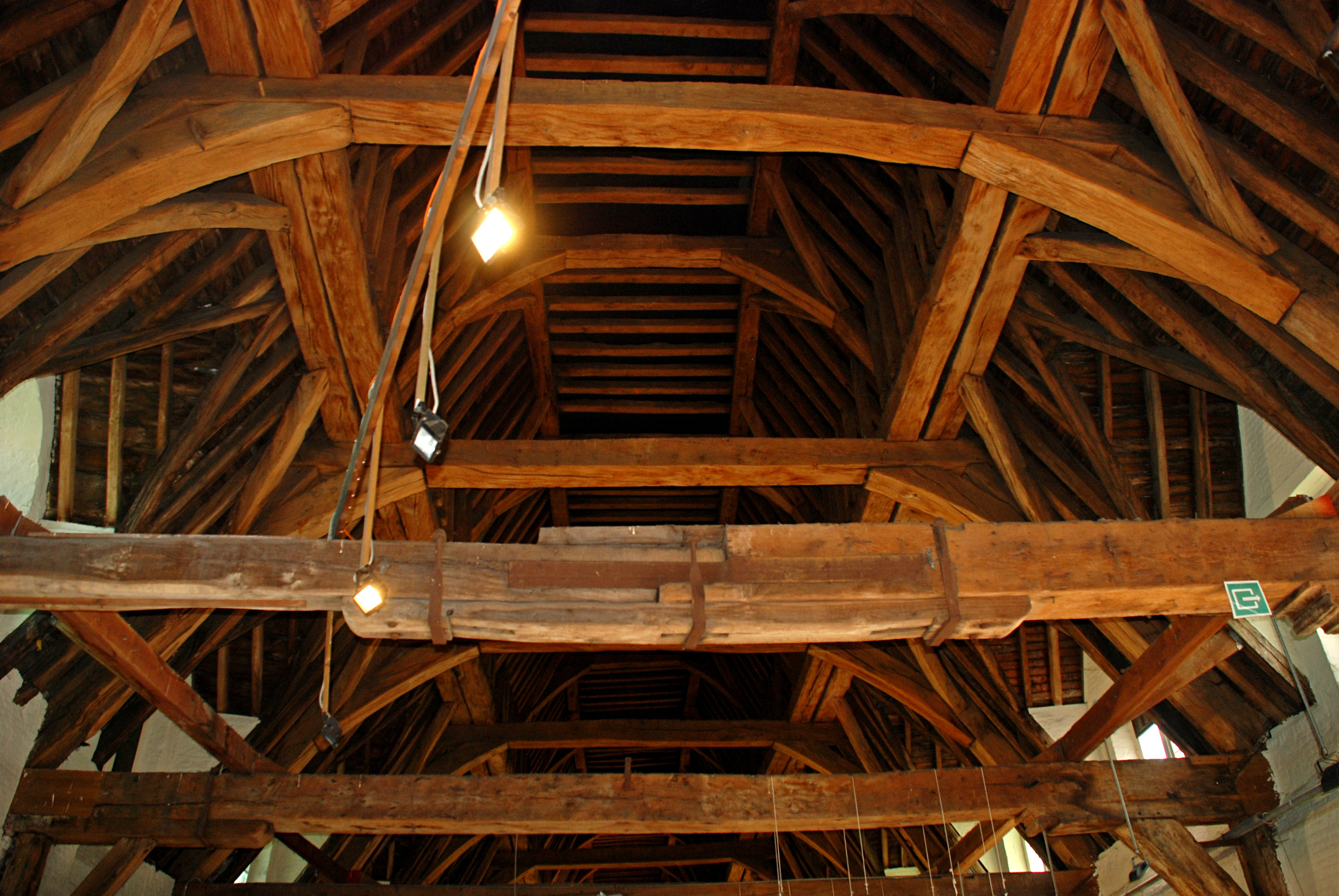
La charpente.